# The Steve Harvey Morning Show
The Steve Harvey Morning Show è un talk show radiofonico statunitense, trasmesso giornalmente in syndication a livello nazionale e condotto da Steve Harvey.
Lo show era originariamente trasmesso in syndication sotto l'emittente Radio One, Inc., dal settembre 2000 a maggio 2005. Malgrado i tentativi di espandere il consorzio a livello nazionale, è andato in onda a Los Angeles su KKBT e a Dallas su KBFB, il che ha portato Harvey a dover gestire la propria giornata di lavoro tra gli studio delle due città. Tali ritmi frenetici hanno più tardi portato all'interruzione del rapporto con Radio One, una volta scaduto il contratto del presentatore afroamericano.
Nel settembre 2005 Harvey ha siglato un accordo in syndication con Premiere Radio Networks e Inner City Broadcasting Corporation per una nuova edizione dello Steve Harvey Morning Show. A partire da marzo 2009 il programma radiofonico ha sostituito il longevo Tom Joyner Morning Show sull'emittente WVAZ di Chicago.